# Sanningens ögonblick (film, 1965)
Sanningens ögonblick (italienska: Il momento della verità) är en italiensk dramafilm från 1965 i regi av Francesco Rosi.

## Utmärkelser
Rosi vann David di Donatello-priset för bästa regi 1965.

## Rollista i urval
- Miguel Mateo Miguelin - Miguel
- Jose Gomez Sevillano - impressarion
- Pedro Basauri Pedrucho - Il maestro
- Linda Christian - Linda